# Monster (mixtape)
Monster è un mixtape del rapper statunitense Future, pubblicato il 28 ottobre 2014 dalla Freebandz Records.

## Accoglienza
Monster è stato accolto positivamente sia dai fan che dalla critica. Robert Christgau di Vice ha dato a Monster una "B+", e lo ha descritto come «Forte e vulnerabile come raramente è il pop».
Sam C. Mac di Slant Magazine ha dato al mixtape una recensione di tre stelle e mezza su cinque, mentre Colin McGuire di PopMatters ha dato sei stelle su dieci. Anche XXL ha speso parole di elogio verso l'operato del rapper, che a parere dello staff della rivista non avesse bisogno dell'aiuto di altri rapper per convincere.

## Tracce
1. Intro – 1:00
2. Radical – 3:29 (testo: Nayvadius Wilburn, Leland Wayne – musica: Metro Boomin)
3. Monster – 3:39 (testo: Nayvadius Wilburn, Leland Wayne, Joshua Luellen – musica: Metro Boomin, Southside)
4. Abu's Boomin (Skit) – 1:33
5. Fuck Up Some Commas – 3:36 (testo: Nayvadius Wilburn, Joshua Luellen, Gary Hill – musica: Southside, DJ Spinz)
6. Throw Away – 5:18 (testo: Nayvadius Wilburn, James Rosser Jr., Brandon Rackley – musica: Nard & B)
7. After That (feat. Lil Wayne) – 2:53 (testo: Nayvadius Wilburn, Dwayne Carter Jr., Joshua Luellen, Bryan Simmons – musica: Southside, TM88)
8. My Savages – 3:24 (testo: Nayvadius Wilburn, Willie Byrd – musica: Will-A-Fool)
9. 2 Pac – 3:21 (testo: Nayvadius Wilburn, James Rosser Jr., Brandon Rackley – musica: Nard & B)
10. Gangland – 3:01 (testo: Nayvadius Wilburn, Kenneth Smith, Bobby Turner, Samuel Gloade – musica: DJ Plugg, Bobby Kritical, 30 Roc)
11. Fetti – 3:43 (testo: Nayvadius Wilburn, Leland Wayne, Joshua Luellen, Bryan Simmons – musica: Metro Boomin, Southside, TM88)
12. Hardly – 2:37 (testo: Nayvadius Wilburn, Joshua Luellen – musica: Southside)
13. Wesley Presley – 2:26 (testo: Nayvadius Wilburn, Leland Wayne – musica: Metro Boomin)
14. Showed Up – 3:22 (testo: Nayvadius Wilburn, Gary Hill, Bryan Simmons – musica: DJ Spinz, TM88)
15. Mad Luv – 3:15 (testo: Nayvadius Wilburn, Leland Wayne, Kenneth Smith – musica: Metro Boomin, DJ Plugg)
16. Codeine Crazy – 5:52 (testo: Nayvadius Wilburn, Bryan Simmons – musica: TM88)